# セキスイエクステリア
セキスイエクステリア株式会社は、東京都新宿区に本社を置き、外構造園、土木等エクステリア全般を取り扱う企業である。

## 概要
セキスイエクステリアは、積水化学工業株式会社100％出資の子会社として、1987年(昭和62年)10月2日に、セキスイハイム（戸建住宅）の外構（エクステリア）設計施工を担当する会社として設立された。
新規事業としてセキスイハイム以外の一般市場（戸建住宅）における、エクステリア工事を受注する部隊としてザシーズン事業部を立上げた。2009年度には、直営店舗12店を展開した。
2009年4月以降に、積水化学工業の住宅事業の再編に伴い、セキスイハイム系の外構設計施工部門を譲渡し、「ザシーズン」ブランドの店舗展開をはじめ、国内外建築資材等の販売を行なうメーカーとして現在に至る。
ハウスメーカーの下請け的な存在から、それまでの常識を覆す「エクステリア＆ガーデンデザインショップ」として、ショールームを構え、一般市場での受注活動をおこなうビジネスモデルを国内のエクステリア業界で初めて確立している。

## ハイム時代
東京セキスイハイム株式会社の支店（東京・神奈川・千葉・埼玉）の各営業内に、セキスイエクステリアの事業所を設け、セキスイハイムの戸建やアパートの外構工事を担当していた。
かつて、セキスイエクステリアの事業所は、東京支店（新宿・立川）・神奈川支店（横浜・藤沢）・千葉支店（千葉・柏）・埼玉支店（埼玉）などの、7事業所で展開し成長を遂げていった。
2010年10月には、東京セキスイハイム・本社統括本部 エクステリア事業部となり、正式にWebサイトを公開し、現在に至る。また、新たに山梨営業部としても展開している。

## ザシーズン事業のあゆみ
1997年12月世田谷の1号店（ロードサイドの店舗形）の出展に続き、名古屋の知多に2号店（ガーデンセンター形）、そして西新宿のOZONE店（インショップ）の異なる3タイプの店舗形式で、ガーデンデザインショップの定着化の仕組みなどの模索を始める。
2002年以降は、東京、名古屋、大阪を始め、FC店として東海地区、九州地区などで、合計16店舗を運営する、エクステリア&ガーデンデザインの設計施工をおこなう事業として多店舗展開をしている。
2011年4月現在の店舗は以下のとおり。
- セキスイエクステリアの直営12店舗
  - 東京多摩地区　世田谷店・吉祥寺店・L&G港北・飯田橋
  - 千葉地区　ららぽーと柏の葉店
  - 神奈川地区　東戸塚店・藤沢店
  - 愛知・名古屋地区　本山店・岡崎店
  - 関西地区　学園前（奈良市）・L&G千里中央店（大阪府豊中市）・大阪南港ATC（大阪市）

- セキスイファミエス株式会社系のFC店（フランチャイズ形式）による4店舗
  - 静岡店・浜松店（セキスイハイム東海株式会社）
  - 熊本店・福岡オフィス（九州セキスイファミエス株式会社）

## かつて存在した店舗
- セキスイエクステリアの直営店
  - 東京多摩地区　西新宿OZONE店・目黒店・自由が丘店・新百合丘店・国立店・赤坂オフィス・仙川（調布仙川駅前ハウジングステージ内）
  - 千葉地区　市川店
  - 神奈川地区　横浜店（TVKハウジングプラザ横浜内）
  - 愛知・名古屋地区　知多店・神宮店（熱田区）・港店（中京テレビハウジング住宅展示場内）
  - 関西地区　夙川店（西宮市）

- セキスイファミエス株式会社系のFC店
  - 北海道地区　円山店（札幌市/FC店）
  - 東北地区　仙台店（FC店）
  - 中国地区　岡山店・広島店